# Luperina ferrago
Luperina ferrago är en fjärilsart som beskrevs av Eduard Friedrich Eversmann 1837. Luperina ferrago ingår i släktet Luperina och familjen nattflyn. Inga underarter finns listade i Catalogue of Life.